# Dictyoteae
Tribu
Les Dictyoteae sont une tribu d'algues brunes de la famille des Dictyotaceae. 

## Liste des genres
Selon AlgaeBase (3 août 2017) :
- genre Bicrista Kuntze
- genre Canistrocarpus De Paula & De Clerck
- genre Dichophyllium Kützing
- genre Dictyota J.V.Lamouroux
- genre Dilophus J.Agardh
- genre Herringtonia Kraft
- genre Rugulopteryx De Clerck & Coppejans
- genre Vaughaniella Børgesen

Selon World Register of Marine Species (3 août 2017) :
- genre Bicrista Kuntze, 1898
- genre Canistrocarpus De Paula & De Clerck, 2006
- genre Dictyota J.V.Lamouroux, 1809
- genre Herringtonia Kraft, 2009
- genre Pachydictyon J.Agardh, 1894
- genre Rugulopteryx De Clerck & Coppejans, 2006